# ヘアエピテーゼ
ヘアエピテーゼ（Hair epithese）は、医療用に開発されたカットのできるかつらのことである。義歯、義眼同様に、人体の欠損部の復元を目的に作られたため、ヘアエピテーゼという名前が付けられた。特徴はウイッグ全体が収縮し、人体の一部のように頭皮に密着する。またサイズやスタイルはなく、髪が伸びた状態でつくられている。
取扱いは専門の資格をもった美容師が行い、脱毛前の元の状態に再現する。日本ではNPO法人日本ヘアエピテーゼ協会が再現美容師の育成を行い、脱毛時の精神的ケアを行っている。